# Fênix de Colofão
Fênix, de Colofão, foi um poeta iâmbico, que compôs um lamento pela destruição de sua cidade. A cidade foi destruída, junto com sua vizinha Lebedon, após a morte de Alexandre pelo diádoco Lisímaco, que transportou seus habitantes para Éfeso.